# Franz Remmel
Franz Karl Remmel (n. 5 septembrie 1931, Periam, județul Timiș-Torontal (interbelic) - d. 7 mai 2019, Timișoara) a fost un etnolog, jurnalist și scriitor de limba germană din România.
Franz Karl Remmel s-a născut ca fiu al proprietarului de joagăr și comerciantului de lemne Franz Remmel și al soției acestuia Anna Antonia, născută Jochmann.
După naționalizarea întreprinderii părintești, familia s-a mutat în Transilvania.
Franz Remmel a studiat pedagogia și jurnalistica. După absolvire a lucrat întâi ca profesor, până în 1966, și apoi a fost corespondent din Hunedoara a ziarului de limbă germană Neuer Weg.
Debutul literar în 1978 prin publicarea cărții Über alle sieben Meere (“Călătorind peste șapte mări”, carte bazată pe jurnalul de călătorie al lui Franz Binder) la Editura Albatros din București.
După anul 1990 a început să fie preocupat de situația și istoria țiganilor din România, scriind mai multe cărți pe această temă, unele cu sprijinul fundației Friedrich Ebert și al Departamentului Pentru Relații Interetnice din București.
În data de 7 martie 2007, la Hunedoara, ambasadorul Republicii Austria, Dr. Christian Zeileissen, i-a înmânat lui Franz Remmel distincția die Goldene Verdienstnadel der Republik Österreich (Medalia pentru merit, de aur, a Republicii Austria) pentru activitatea sa meritorie de expert în problemele romilor. Ambasadorul a declarat că, în calitate de redactor la Allgemeine Deutsche Zeitung für Rumänien Franz Remmel a reușit ca prin cărți și conferințe să ilustreze viața țiganilor și, prin aceasta, să înlăture unele din clișeele și prejudecățile încetățenite.

## Scrieri
- Über alle sieben Meere, Editura Albatros, București, 1978
- Zwischen Wellen und Wind, Editura Facla, 1982
- Sterne, Sonne, Sand, Editura Dacia, Cluj-Napoca, 1987
- Im Zeichen der Schlange, Editura Albatros, București, 1989
- Safari, Editura Dacia, Cluj-Napoca, 1989
- Die Roma Rumäniens – Volk ohne Hinterland, Editura Picus, Viena, 1993
- Nackte Füße auf steinigen Strassen. Zur Leidensgeschichte der rumänischen Roma, Editura Aldus, Brașov, 2003
- Der Turm zu Babel, Editura InterGraf, Reșița, 2004
- Alle Wunder dauern drei Tage. Vom Bulibascha der Zigeuner zum Kaiser der Roma, Editura InterGraf, Reșița, 2005 ISBN 978-973-9725-89-9
- Botschaft und Illusion - Zeugnisse der Literatur der rumänischen Roma („Mesaj și iluzie” - dovezi ale literaturii romilor din România), Editura Banatul Montan, Reșița, 2007
- Zigeunersitte – Zigeunerrecht. Traditionen im Alltag der rumänischen Roma, Editura Banatul Montan, Reșița, 2008
- Die Fremden aus Indien. Nicht die Hoffnung stirbt zuletzt, Editura Banatul Montan, Reșița, 2010